# Miss Universo Mongolia
Miss Universo Mongolia es un concurso de belleza nacional en Mongolia. Se encarga de seleccionar a la representante del país para el concurso Miss Universo.

## Ganadoras
| Año  | Miss Universo Mongolia | 1.ª finalista       | 2.ª finalista           | N.º de candidatas |
| ---- | ---------------------- | ------------------- | ----------------------- | ----------------- |
| 2018 | Dolgion Delgerjav      | Battsetseg Turbat   | Dolgoon Gerelul         | 15                |
| 2019 | Gunzaya Bat-Erdene     | Tugsuu Idersaikhan  | Duurenjargal Gantsetseg | 13                |
| 2023 | Nominzul Zandangiin    | Tungalag Natsagdorj | Namuunzul Batmagnai     | 17                |

## Representación internacional
: Declarada como ganadora
     : Terminó como finalista
     : Terminó como una de las semifinalistas o cuartofinalistas
     : Terminó como ganadora de premios especiales
| Año                           | Provincia  | Miss Universo Mongolia | Posición en Miss Universo | Premios especiales | Notas |
| ----------------------------- | ---------- | ---------------------- | ------------------------- | ------------------ | --- |
| 2024                          | Ulán Bator | Nominzul Zandangiin    | No clasificó              |                    | Estaba previsto que Nominzul Zandangiin participara en Miss Universo 2023 pero fue reemplazada por su segunda finalista por motivos desconocidos. |
| 2023                          | Ulán Bator | Namuunzul Batmagnai    | No clasificó              |                    | |
| No compitió entre 2020 y 2022 |            |                        |                           |                    | |
| 2019                          | Ulán Bator | Gunzaya Bat-Erdene     | No clasificó              |                    | |
| 2018                          | Ulán Bator | Dolgion Delgerjav      | No clasificó              |                    | |